# Ulrich Wetzel – Das Strafgericht
Ulrich Wetzel – Das Strafgericht (bis 2008 nur Das Strafgericht) ist eine Gerichtsshow des deutschen Fernsehsenders RTL, in der fiktive Gerichtsverhandlungen in Strafsachen dargestellt werden.

## Geschichte

Logo vor der Neuauflage

Nachdem der Privatsender RTL bereits ein Jahr zuvor mit dem Jugendgericht seine erste Gerichtssendung ins Programm genommen hatte, wurde das Nachmittagsprogramm im September 2002 um zwei weitere Gerichtssendungen ausgebaut, so dass der Sender ab diesem Zeitpunkt drei unmittelbar hintereinander ausgestrahlte Gerichtssendungen im Programm hatte. Die erste Ausgabe des Strafgerichts lief am 2. September 2002 um 14 Uhr, das ebenfalls neu ins Programm genommene Familiengericht eine Stunde später.
Die Sendung wurde, wie auch Das Familiengericht und Das Jugendgericht, am 7. Januar 2006 zuletzt im Samstagnachmittagsprogramm ausgestrahlt. Am 30. August 2007 gab RTL zunächst bekannt, dass Das Strafgericht und Das Familiengericht aufgrund einer Reform des Nachmittagsprogramms ab dem 15. Oktober 2007 nicht weiter ausgestrahlt werde. Ob und wann bereits produzierte Folgen ausgestrahlt werden, war zum Zeitpunkt der Pressemitteilung noch unklar. Am 20. September 2007 teilte RTL weitere Änderungen am neuen Nachmittagsprogramm mit: Staatsanwalt Posch ermittelt wurde auf die Hälfte gekürzt und auf 17 Uhr verschoben. Den Sendeplatz um 16 Uhr übernahm Das Strafgericht. Die komplette Staffel sollte bis zum 22. November 2007 zu Ende produziert werden. Bis zum 4. April 2008 sendete RTL die Show wochentäglich zunächst um 14 Uhr, später um 16 Uhr. Vom 21. April 2008 bis 20. Juni 2008 wurden neue Folgen im Nachtprogramm ausgestrahlt. Am 20. Juni 2008 lief die letzte Folge.
Seit dem 10. Oktober 2022 wird die Neuauflage der Serie auf RTL unter dem Titel Ulrich Wetzel – Das Strafgericht von Montag bis Freitag ab 16 Uhr ausgestrahlt. Wiederholungen laufen immer am Folgetag um 10 Uhr.
Am 19. Dezember 2023 wurde die 200. Folge der Neuauflage gesendet.

## Besetzung
Alle Juristen-Rollen der Sendung werden von tatsächlichen Juristen gespielt. Ulrich Wetzel ist als einziger Darsteller in der Rolle des Vorsitzenden Richters in jeder Folge zu sehen. Gabriele Bender-Paukens, Funda Bıçakoğlu, Ralf Vogel und weitere verkörpern die Staatsanwälte. Als Strafverteidiger traten Simone Dahlmann-Ludwig, Nicole Nickisch, Guido Broscheit und Carlos A. Gebauer auf. In den gespielten Gerichtsverhandlungen ging es um mehr oder minder alltägliche Strafsachen. Angeklagte und Zeugen werden überwiegend von Laiendarstellern verkörpert.
In der Folge vom 23. Februar 2023 feierten der Staatsanwalt Stephan Lucas und die Verteidigerin Maria Isabella Kirkitadse aus der ehemaligen Gerichtsshow Richter Alexander Hold ein sogenanntes Reunion.
| Darsteller                                                  | Rolle                | Zeitraum             | Anzahl Auftritte bei Ehemaligen |
| ----------------------------------------------------------- | -------------------- | -------------------- | ------------------------------- |
| Ulrich Wetzel                                               | Vorsitzender Richter | 2002–2008, seit 2022 | –                               |
| Funda Bıçakoğlu (vormals Bıçakoğlu-Heuser)                  | Staatsanwältin       | 2002–2008, seit 2022 | –                               |
| Gabriele Bender-Paukens (vormals Paukens-Houf)              | Staatsanwältin       | 2002–2005, seit 2022 | –                               |
| Sabine Karg                                                 | Staatsanwältin       | 2002–2003            | –                               |
| Ralf Vogel                                                  | Staatsanwalt         | 2005–2008            | –                               |
| Carlos Gebauer (Carlos A. Gebauer)                          | Verteidiger          | 2002–2008            | –                               |
| Simone Dahlmann-Ludwig                                      | Verteidigerin        | 2003–2008, seit 2022 | –                               |
| Guido Broscheit                                             | Verteidiger          | 2002–2005, seit 2022 | –                               |
| Nicole Nickisch (vormals Hüttermann)                        | Verteidigerin        | 2003–2005            | –                               |
| Claudia Scheidung                                           | Verteidigerin        | 2002–2003            | –                               |
| Stephan Lucas                                               | Staatsanwalt         | seit 2022            | –                               |
| Wolfgang Wittmann                                           | Verteidiger          | 2022–2023            | 3                               |
| Doğukan Isik                                                | Staatsanwalt         | 2022                 | 6                               |
| Sandra Günther                                              | Verteidigerin        | 2022–2023            | 15                              |
| Manon Heindorf                                              | Verteidigerin        | 2022–2023            | 3                               |
| André Miegel                                                | Verteidiger          | 2022–2025            | 60                              |
| Michael Euler                                               | Verteidiger          | 2022–2023            | 9                               |
| Raffael Gordzielik                                          | Verteidiger          | seit 2023            | –                               |
| Maria Isabella Kirkitadse (tritt als Isabella Schulien auf) | Verteidigerin        | seit 2023            | –                               |
| Veit Strittmatter                                           | Verteidiger          | 2023                 | 3                               |
| Ömer Sahinci                                                | Verteidiger          | seit 2025            | –                               |

| Darsteller        | Beruf                     |
| ----------------- | ------------------------- |
| Iris Grohmann     | Staatsanwältin            |
| Petra Kläsener    | Staatsanwältin            |
| Katja Bastgen     | Verteidigerin             |
| Kay Kruppa        | Verteidiger               |
| Sebastian Zwiebel | Verteidiger               |
| Trutz Fries       | Vertretung der Nebenklage |
| Nele Port         | Vertretung der Nebenklage |
| Markus Feuerherdt | Justizwachtmeister        |
| Andrea Hissler    | Gerichtsschreiberin       |
| Jessica Pecat     | Gerichtsschreiberin       |
| Marcel Hohn       | Justizwachtmeister        |

## Ausstrahlung
Seit dem 10. Oktober 2022 wird die Neuauflage der Serie auf RTL unter dem Titel Ulrich Wetzel – Das Strafgericht von Montag bis Freitag ab 16 Uhr ausgestrahlt. Wiederholungen laufen immer am Folgetag um 10 Uhr.
Beginnend mit dem 22. April 2023 werden auch samstags ab ca. 14:45 Doppelfolgen bei RTL gesendet. Hierbei handelt es sich aber um Wiederholungen.

## Rezeption
Das Institut für Medienpädagogik in Forschung und Praxis kritisierte Das Strafgericht dafür, dass die Darstellungen gesellschaftlicher Gruppen „häufig von Klischees“ geprägt seien und „zur Verfestigung von Vorurteilen“ beitrage. Darüber hinaus seien „die spektakulär und meist oberflächlich inszenierten Fälle“ geeignet, „verzerrten Vorstellungen von der Wirklichkeit Vorschub zu leisten“.

## Marktanteile
Der Marktanteil der Gerichtsshow bei den 14- bis 49-jährigen Zuschauern lag anfangs bei über 20 Prozent. Nachdem die Sendezeit von 14 auf 16 Uhr gelegt worden war, verringerte sich der Marktanteil auf bis zu 9,6 Prozent.
Die Neuauflage von Ulrich Wetzel – Das Strafgericht erreichte auf dem 16-Uhr-Sendeplatz dagegen gute Quoten, weshalb RTL im November 2022 eine weitere Staffel in Auftrag gegeben hat.